# 합체 영웅 아토믹
합체 영웅 아토믹(영어: Atomic Puppet)는 캐나다의 애니메이션 시리즈이다.

## 방송 국내
- 미국과: 2016년 3월 13일 (디즈니 XD)과)
- 한국: 2017년 2월 3일 (디즈니 채널)